# Karim da Silva
Karim da Silva, de son son nom complet Karim Urbain Elisio da Silva, né le 6 novembre 1927 à Porto-Novo au Dahomey (actuel Bénin), est un opérateur économique, auteur, éditorialiste béninois et fondateur du Musée Da-Silva à Porto-Novo. Il est également une personnalité politique, connu comme une personnalité notable de la ville de Porto-Novo où il est le président des conseil des sages et notables. 

## Biographie
Karim da Silva naît le 06 novembre 1927 à Porto-Novo. Il est le fils de Faustin Georges Honorio Amzath da Silva ancien président de la fédération générale des fonctionnaires et des syndicats libres du Dahomey La Voix du Dahomey  et fondateur de l'un des premiers journaux qui voit le jour au Dahomey dénommé  La Voix du Dahomey.
Il est diplômé en imprimerie à l'Institut National des Industries et des Arts Graphiques de Paris et l'école de Publicités de Bruxelles.
Il est chargé de mission du général Christophe Soglo et du Colonel Alphonse Alley en 1967. En 1968, il se porte candidat à la présidence de la République. Il représente le Président Mathieu Kérékou auprès des plusieurs digeants des pays arabes tels que les Emirats arabes unis, le Koweït, l’Arabie saoudite, le Maroc, l’Egypte et aussi auprès des présidents africains comme Mobutu du Zaïre, Houphouët Boigny, Omar Bongo.

## Œuvres notables
- 2000: L'inoubliable héritage des esclaves noirs : la musique afro-américaine publié par les éditions Silva à Porto-Novo[6].

- 2017: Le Dahomey au-dela de l'histoire officielle paru aux éditions Silva à Porto-Novo[7].

## Distinctions
- Grand-croix de l'ordre national du Bénin (2001), en qualité de grand chancelier, élevé d'office à la dignité de grand-croix, selon la loi no 86-010 du 26 février 1986 portant création de l'ordre national du Bénin.

En effet, en octobre 2001, Karim da Silva est élévé à titre exceptionnel et civil dans l‘ordre national Grand chancelier du Bénin au grade de Grand Croix de l’Ordre national du Bénin, En décembre 2008 , il es élevé au poste du Grand Chancelier de l’Ordre national du Bénin est abrogé par un autre du 13 décembre 2009 en raison des mésentente et de la polémique cela sucite,,, l’une des conditions pour qu'il succède à Salomon Biokou, Grand chancelier de l'ordre national du Bénin mort le 2 octobre 2008.